# Anita Aperia-Broberger
Anita Chatarina Aperia-Broberger, född 5 juni 1936 i Stockholm, är en svensk professor i pediatrik (barnläkare). Hon gifte sig 1968 med professor Ove Broberger.
Anita Aperia-Broberger studerade vid Karolinska institutet, där hon 1967 blev medicine licentiat och 1968 medicine doktor. Hon var 1961–1964 forskningsassistent vid Yale University. Hon arbetade 1967–1972 som underläkare vid Sankt Görans barnklinik, var 1972–1979 docent vid Medicinska forskningsrådet, 1979–1982 klinisk lärare i pediatrik och utnämndes 1982 till professor i pediatrik vid Karolinska institutet. 1987 blev hon överläkare vid S:t Görans barnsjukhus och från 1995 chef för samma sjukhus som då bytt namn till Astrid Lindgrens barncentrum och 1998 ombildades till Astrid Lindgrens barnsjukhus.
1990 invaldes hon som ledamot av Kungliga Vetenskapsakademien.